# 鲁蒂诺
鲁蒂诺（義大利語：Rutino），是意大利萨莱诺省的一个市镇。总面积9.64平方公里，人口880人，人口密度91.3人/平方公里（2009年）。ISTAT代码为065112。